# 葛大紀
葛大紀（1527年—1582年），字伯理，號龍峪，直隸潼關衛旗籍陝西商州人，明朝政治人物。

## 生平
陝西鄉試第五十八名舉人。嘉靖三十二年（1553年）中式癸丑科會試第二百六十三名，三甲第一百四十七名進士。工部观政，授河南郏县知县，调上海县，三十六年升南京户部山西司主事，三十八年左遷灵寿县知县，四十一年擢升潞安府同知，四十四年升户部河南司员外郎，未幾擢陞山西僉事。隆慶元年（1567年）父亲去世丁忧。四年起复原，擢河南督粮道左參議，六年十月陞山東副使。萬曆四年十月升為山西右參政，以侍养母亲乞休歸。十年四月复除江西右参政，七月卒于官，年五十六。

## 家族
曾祖葛忠，總旗；祖父葛亮，總旗；父葛蔓，號古村；母李氏，累封宜人。兄葛大綱。